# Kogutek (skała)

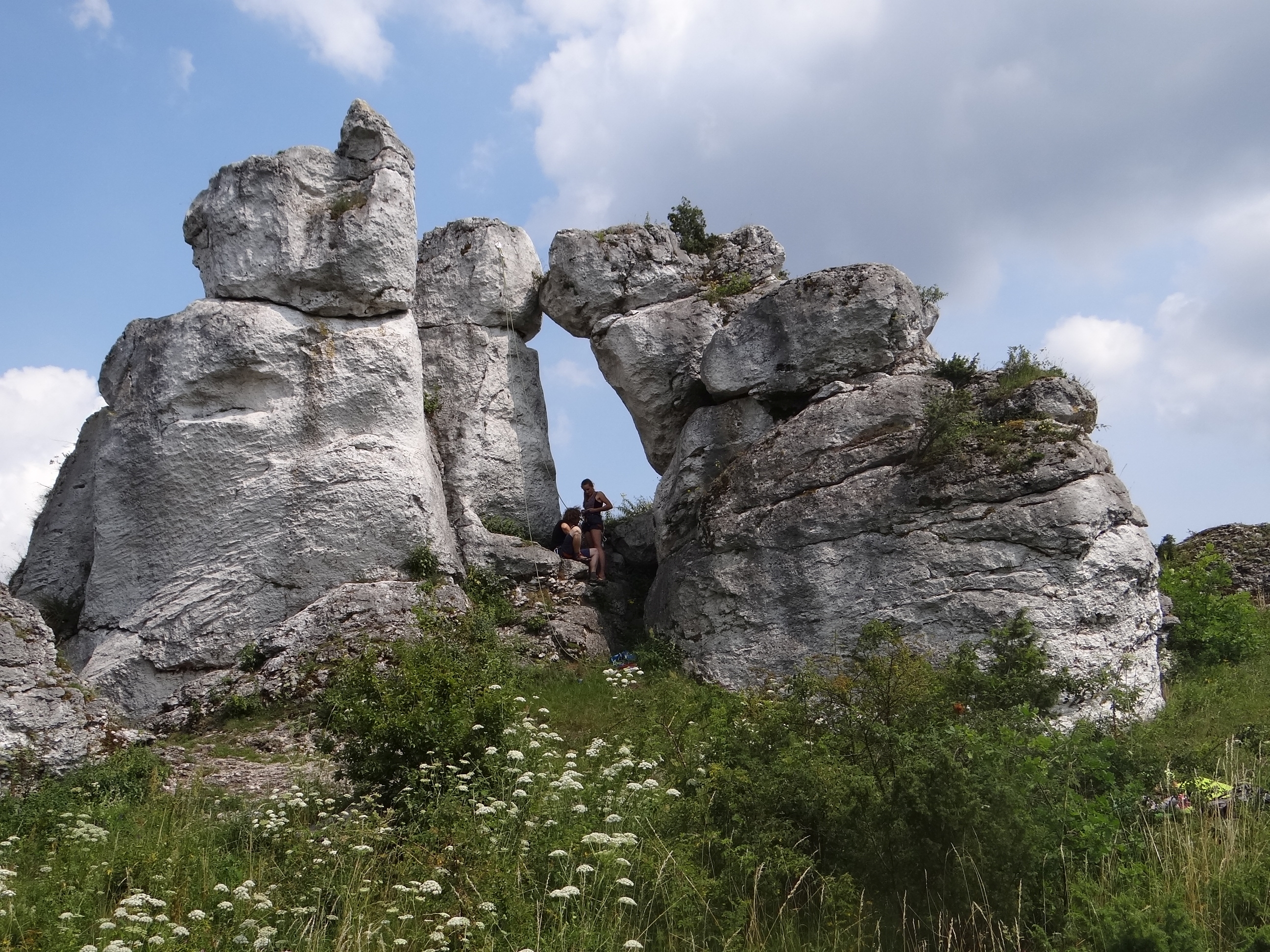
Bałwanek i Kogutek (po prawej)

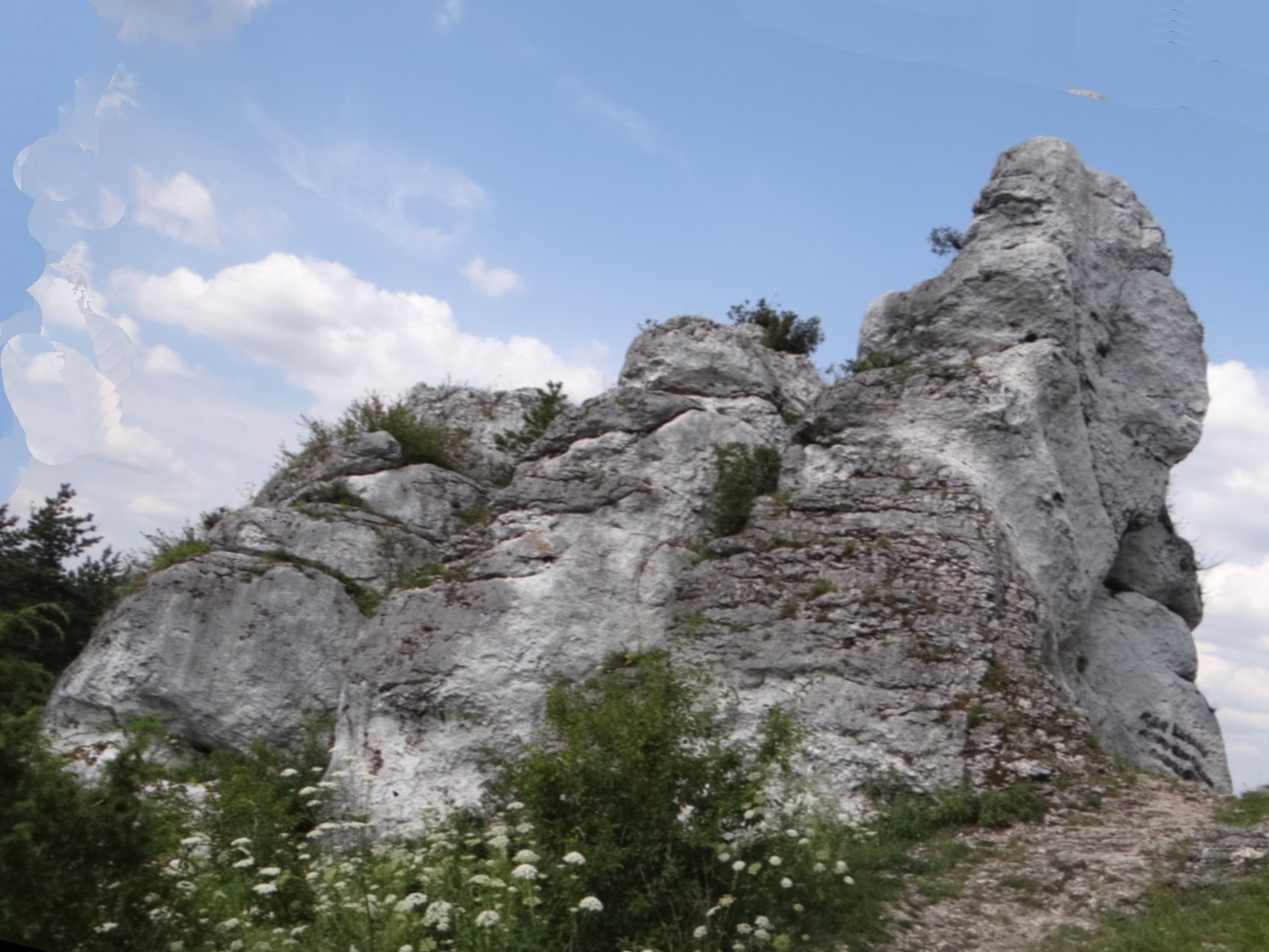
Kogutek

Kogutek – skała w Górach Towarnych Małych w miejscowości Olsztyn w województwie śląskim, w powiecie częstochowskim, w gminie Olsztyn.. Jest to jedno z wzgórz Wyżyny Mirowsko-Olsztyńskiej będącej częścią Jury Krakowsko-Częstochowskiej. 
Zbudowana z wapieni skała znajduje się na terenie otwartym. Ma lite, połogie, pionowe lub przewieszone ściany o wysokości do 8 m. 

## Drogi wspinaczkowe
Na Kogutku jest 7 dróg wspinaczkowych o trudności od V do VI.2 w skali polskiej. 3 najtrudniejsze drogi posiadają asekurację w postaci 1–3 ringów i ringi zjazdowe.
1. Bez nazwy; V+, 7 m
2. A cóż to za diabeł; VI, 7 m
3. Rompel Stomper; V, 7 m
4. Cymbał; 2r + rz, I.1, 8 m
5. Chichot; 3r + rz, VI.1+, 8 m
6. Zgrzyt; 2r + rz, VI.2, 8 m
7. Bibop; III[3].